# Шеблер, Герхард
Герхард Шеблер (нем. Gerhard Schebler; род. 3 октября 1969, Дуйсбург, Северный Рейн-Вестфалия) — немецкий шахматист, гроссмейстер (2004). Тренер ФИДЕ (2015).
Победитель чемпионата Северного Рейн-Вестфалия 2002 года.
Разделил 1-4 место в Кубке Северного моря (2006) в Эсбьерге (с С. Джуричем, А. Квейнисом и И. Раусисом), по итогам тай-брейка занял 3-е место (с И. Раусисом).
Четырёхкратный участник Кубков европейских клубов: в составе бельгийского клуба «Eynatten» (2004—2005, 2009) и в составе немецкого клуба «SV Mülheim-Nord» (2008).
Наивысшего рейтинга достиг 1 октября 2006 года, с отметкой 2535 пунктов занимал 23 позицию в рейтинг-листе немецких шахматистов.

## Изменения рейтинга
| Графики недоступны из-за технических проблем. См. информацию на Фабрикаторе и на mediawiki.org. |